# Eustomias melanostigma
Eustomias melanostigma és una espècie de peix de la família dels estòmids i de l'ordre dels estomiformes.

## Morfologia
- Els mascles poden assolir 13,6 cm de longitud total.[3][4]

## Hàbitat
És un peix marí i d'aigües profundes que viu fins als 1.000 m de fondària.

## Distribució geogràfica
Es troba a l'Atlàntic oriental (nord del Senegal), l'Atlàntic occidental (Estret de Florida, el Carib i Puerto Rico), l'Índic i el Pacífic occidental.